# SnatchBot
Programska oprema SnatchBot je brezplačno orodje za ustvarjanje pogovornega robota, zasnovano za družabna omrežja.

## Zgodovina
Leta 2015 sta Henri in Avi Ben Ezra ustanovila SnatchBot, enega izmed novih tehnoloških podjetji, ki prihaja iz Herzliye Pituach v Izraelu.
Julija 2017 je Snatchbot postal pokrovitelj dogodka Chatbot Summit, ki se je odvijal v Berlinu, Nemčija. Od decembra 2017 je več kot 30 milijonov končnih uporabnikov uporabilo pogovorne robote, ustvarjene na platformi SnatchBot.

## Storitve
SnatchBot pomaga uporabnikom, da ustvarijo robote za Facebook Messenger, Skype, Slack, SMS, Twitter, in druge platforme družbenih omrežij.  SnatchBot prav tako nudi brezplačne modele za obdelavo naravnega jezika. Platforma skupaj z orodji podjetja za strojno učenje omogoča ustvarjanje pogovornih robotov, ki lahko analizirajo namene uporabnikov. 